# Фроловский (Карачевский район)
Фроловский — посёлок в Карачевском районе Брянской области России. Входит в состав Верхопольского сельского поселения.

## География
Посёлок находится в восточной части Брянской области, в зоне хвойно-широколиственных лесов, в пределах Снежетьско-Ревенского междуречья, на расстоянии примерно 20 км (по прямой) к западу от города Карачев, административного центра района. Абсолютная высота — 200 м над уровнем моря.
Климат
Климат умеренно континентальный с теплым летом и умеренно морозной зимой. Годовое количество осадков — 500—600 мм. Средняя температура января составляет −8,6 °С, июля — +18,6 °С.
Часовой пояс
Посёлок Фроловский, как и вся Брянская область, находится в часовой зоне МСК (московское время). Смещение применяемого времени относительно UTC составляет +3:00.

## Население
| 2010 | 2013 |
| ---- | ---- |
| 0    | ↗1   |

## Улицы
Уличная сеть посёлка состоит из одной улицы (ул. Лесная).